# Genoplesium brachystachyum
Genoplesium brachystachyum är en orkidéart som först beskrevs av John Lindley, och fick sitt nu gällande namn av David Lloyd Jones och Mark Alwin Clements. Genoplesium brachystachyum ingår i släktet Genoplesium och familjen orkidéer.
Artens utbredningsområde är Tasmanien. Inga underarter finns listade i Catalogue of Life.